# Léaupartie
Léaupartie é uma comuna francesa na região administrativa da Normandia, no departamento Calvados. Estende-se por uma área de 3,13 km². Em 2010 a comuna tinha 90 habitantes (densidade: 28,8 hab./km²).